# Мюнхнони
Мюнхнони — мезойонні хімічні сполуки з оксазольним скелетом, який має атом O, приєднаний до положення 5, з делокалізованою структурою.